# حزب الخضر (أيرلندا)
حزب الخضر (بالأيرلندية: Comhaontas Glas) هو حزب سياسي أخضر ينشط في أيرلندا، في كل من جمهورية أيرلندا وأيرلندا الشمالية. تأسس كحزب أيرلندا البيئي في عام 1981، من قبل مدرّس دوبلن، كريستوفر فيتيس. أصبح الحزب التحالف الأخضر في عام 1983، وتبنى اسمه الإنجليزي الحالي في عام 1987 بينما ظل الاسم الإيرلندي دون تغيير. القائد هو إيمون ريان، ونائبة القائد هي كاثرين مارتن، والرئيسة هي هازل تشو. انتُخب مرشحو حزب الخضر لمعظم مستويات التمثيل: محليا (في الجمهورية)، والدويل أيرن (مجلس أيرلندا)، وجمعية أيرلندا الشمالية، والبرلمان الأوروبي.
دخل حزب الخضر لأول مرة إلى مجلس أيرلندا، في عام 1989. خدم مرة واحدة في الحكومة الإيرلندية، من عام 2007 إلى عام 2011، كشريك صغير في ائتلاف مع فيانا فايل. تكبد الحزب هزيمة ساحقة، في انتخابات فبراير 2011، إذ خسر جميع مرشحيه الستة في دويل أيرن. عاد الحزب إلى دويل بمقعدين، في انتخابات فبراير 2016. انتُخبت غريس أوسيليفن بعد ذلك في مجلس الشيوخ الإيرلندي، في 26 أبريل من عام 2016، وانتُخب جو أبراين إلى ديول أيرن، في انتخابات دبلن فغنال الفرعية لعام 2019.
حصل الحزب على أول تمثيل له في جمعية أيرلندا الشمالية في عام 2007، بعد أن أصبح حزب الخضر في أيرلندا الشمالية فرعاً إقليمياً للحزب في العام السابق. ولديه حاليا ممثلان في الجمعية.

## لمحة تاريخية

### السنوات الأولى وأول بروز متواضع
كانت أول جولة انتخابية للحزب في الانتخابات العامة في نوفمبر 1982، عندما تنافس سبعة مرشحين تحت راية حزب البيئة، وفازوا بـ 0.2 % من الأصوات. نافس بعد تغيير الاسم، في الانتخابات الأوروبية لعام 1984، إذ فاز مؤسس الحزب روجر غارلاند بنسبة 1.9% في دائرة دبلن. فاز بأول انتخابات له، في العام الذي تلاه، عندما انتُخب ماركوس كونهان للمجلس المحلي الحضري لمقاطعة كيلارني، في الانتخابات المحلية لعام 1985. خاض الحزب الانتخابات على المستوى الوطني بأربع وثلاثين مرشح، وفاز بنسبة 0.6% من الأصوات.
تابع الحزب نضاله حتى الانتخابات العامة لعام 1989، عندما فاز حزب الخضر (كما سُمي الآن) بمقعده الأول في دويل أيرن، عندما انتُخب روجر غارلاند في جنوب دبلن. خسر غارلاند مقعده في الانتخابات العامة لعام 1992، في حين فاز تريفور سارغنت بمقعد في دبلن الشمالية. تصدرت باتريشيا ماكينا في استطلاعات الرأي، في الانتخابات الأوروبية عام 1994، في دائرة دبلن وفازت نوالا أيهرن بمقعد في لينستر. احتفظوا بمقاعدهم في البرلمان الأوروبي في الانتخابات الأوروبية لعام 1999، رغم خسارة الحزب خمسة من أعضاء المجلس في الانتخابات المحلية، التي أجريت في ذلك العام، على الرغم من زيادة أصواته. حصل الحزب على مقعد عندما فاز جون غورملي بمقعد في دويل في جنوب شرق دبلن، في الانتخابات العامة لعام 1997.
حقق الحزب تقدمًا كبيرًا في الانتخابات العامة لعام 2002، إذ فاز ستة مرشحين لدويل أيرن (تي ديز) بنسبة 4% من الأصوات الوطنية. خسر الحزب في الانتخابات الأوروبية لعام 2004، كلاً من مقعديه في البرلمان الأوروبي. زاد من عدد أعضاء المجلس على مستوى المقاطعة، من 8 إلى 18 (من أصل 883)، ومن 5 إلى 14 (من أصل 744) على مستوى مجلس المدينة.

### المدة في الحكومة
دخل حزب الخضر الحكومة لأول مرة بعد الانتخابات العامة لعام 2007، التي أجريت في 24 مايو. فشل الحزب في زيادة عدد (تي ديز)، على الرغم من زيادة نصيبه من أصوات التفضيل الأول في الانتخابات. فازت ماري وايت بمقعد لأول مرة في كارلو كيلكيني، ومع ذلك، خسر دان بويل مقعده في جنوب وسط كروك.
اقترب الحزب من الانتخابات العامة لعام 2007 ببرنامج مستقل، مستبعدًا عدم وجود شركاء في الائتلاف، مع الإعراب عن تفضيله لبديل للائتلاف المنتهية ولايته لفيانا فايل، وحزب الديمقراطيين التقدميين. لم يكن لدى الحكومة المنتهية ولايتها مقاعد كافية لتشكيل الأغلبية، وكذلك البديل عن فاين جايل، وحزب العمال، وحزب الخضر. استبعد فاين جايل أي ترتيبات ائتلافية مع شين فين، وفتح المسار لمفاوضات حزب الخضر مع فيانا فايل.
كتب كيرين كافي عضو دويل في مدونته قبل بدء المفاوضات: «الصفقة مع فيانا فايل بمثابة صفقة مع الشيطان، وسيهلك حزب الخضر». أجرى المفاوضات دونال غيغان (الأمين العام للحزب)، ودان بويل، ورئيس الحزب آنذاك جون غورملي. انسحب حزب الخضر بعد ستة أيام، وقال غيغان في وقت لاحق، إن هذا يرجع إلى عدم وجود «ما يكفي في الصفقة، للسماح لحزب الخضر بالاستمرار». استؤنفت المفاوضات في 11 يونيو، وجرى اتفاق على مشروع برنامج للحكومة في اليوم التالي، والذي يحتاج إلى 66% من الأعضاء للتصديق عليه في اتفاقية خاصة، بموجب قواعد الحزب. صوت أعضاء حزب الخضر في مقر الحكم في دبلن في 13 يونيو 2007، بنسبة 86% لصالح التحالف مع فيانا فايل (441 إلى 67، بصوتين باطلين). صوت المرشحون الستة لحزب الخضر في دويل في اليوم التالي، لإعادة انتخاب بيرتي أهرن كتاوسيتش (رئيس الوزراء).
عُيّن قائد الحزب الجديد جون غورملين وزيرا للبيئة والتراث والحكومة المحلية، وعُيّن إيمون ريان وزيرا للاتصالات والطاقة والموارد الطبيعية، وعُيّن تريفور سارغنت وزيرا للأغذية والغابات والبستنة.
كان حزب الخضر –قبل دخوله الحكومة– مؤيدًا قويًا لحركة شيل تو سي، وهي حملة لإعادة توجيه الطريق السريع إم3 بعيدًا عن تارا، و(بدرجة أقل) حملة لإنهاء الاستخدام العسكري للولايات المتحدة لمطار شانون. لم تكن هناك تغييرات جوهرية في سياسة الحكومة بشأن هذه القضايا بعد دخول الحزب إلى الحكومة، مما يعني أن إيمون ريان أشرف على مشروع غاز كوريب أثناء وجوده في منصبه. أجرى حزب الخضر، في مؤتمره السنوي الأخير، تحقيقًا في المخالفات المحيطة بالمشروع، كشرط مسبق لدخول الحكومة، لكنه غيّر موقفه خلال مفاوضات ما بعد الانتخابات مع فيانا فايل.
لم تتضمن ميزانية عام 2008، التي أُعلن عنها في 6 ديسمبر عام 2007، ضريبة الكربون على الوقود، مثل البنزين، والديزل، وزيت التدفئة المنزلية، وهو ما سعى حزب الخضر إليه قبل الانتخابات. أُدخلت ضريبة الكربون مع ذلك، في ميزانية عام 2010. تضمنت ميزانية 2008 ميزانية كربون منفصلة أعلن عنها غورملي، والتي أدخلت ائتمان ضريبة جديدة لكفاءة الطاقة، وحظرًا على المصابيح المتوهجة اعتبارًا من يناير 2009، ومخطط ضريبي يحفز شراء المرتحلين يوميا للدراجات، ومقياس جديد لضريبة تسجيل المركبات على أساس انبعاثات الكربون.
صوت الحزب في اتفاقية خاصة حول ما إذا كانت ستُدعم معاهدة لشبونة في 19 يناير 2008، بنسبة 63.5% لصالح دعم المعاهدة، إذ كان هذا أقل من متطلبات الحزب بأغلبية الثلثين، لمسائل السياسة. لم يمتلك حزب الخضر نتيجة لذلك، حملة رسمية في أول استفتاء لمعاهدة لشبونة، على الرغم من مشاركة أفراد من جهات مختلفة. لم يُقر الاستفتاء في عام 2008، وعقد حزب الخضر اجتماعًا خاصًا آخر في دبلن في 18 يوليو، عقب مفاوضات الحكومة الإيرلندية مع الدول الأعضاء في الاتحاد الأوروبي، بشأن ضمانات وتعهدات قانونية إضافية 2009، ليقرر موقفه من استفتاء لشبونة الثاني. صوت ثلثا أعضاء الحزب للحملة بـ «نعم» في الاستفتاء. كانت هذه هي المرة الأولى في تاريخ الحزب التي قام فيها بحملة لصالح معاهدة أوروبية.

## وصلات خارجية
- الموقع الرسمي